# Hongshan-Kultur
Die Hongshan-Kultur (chinesisch 紅山文化 / 红山文化, Pinyin Hóngshān Wénhuà, W.-G. Hung-shan wen-hua, englisch Hongshan Culture) war eine neolithische Kultur (circa 4700–2900 v. Chr.) im Nordosten Chinas. Sie erstreckt sich von nördlich des Yan-Gebirges (燕山) in Hebei über die Gebiete am Oberlauf des Flusses Daling He (大凌河) und am Fluss Xiliao He (西遼河) in Liaoning und der Inneren Mongolei.
Die namensgebende Hongshanhou-Stätte (红山後) liegt auf dem Gebiet der bezirksfreien Stadt Chifeng in der Inneren Mongolei, sie wurde 1908 von Torii Ryūzō entdeckt und 1935 während der japanischen Besetzung Nordchinas von den japanischen Archäologen Hamada Kōsaku und Mizuno Seiichi näher erforscht. Den Namen Hongshan erhielt sie 1954. Die Hongshan-Kultur ist besonders bekannt für ihre Jade-Objekte sowie für einige Grab- und Kultstätten: Tempel, Altäre, Cairns (Steingräber) und Pyramiden. Die Archäologen sind der Ansicht, dass diese Kultur sich auf der Basis der Xinglongwa-Kultur (兴隆洼) (Innere Mongolei und Liaoning) und der Zhaobaogou-Kultur (赵宝沟) (Innere Mongolei und Hebei) gebildet hat, da sie auf religiösem Gebiet deutliche Ähnlichkeiten aufweist. Die Hongshan-Kultur fällt in die Zeit der mittleren und späten Yangshao-Kultur, zu der sie Beziehungen gehabt haben könnte.

## Lebensweise
Die Untersuchung der Instrumente und Tierknochen ergab, dass der mit Steinwerkzeugen praktizierte Ackerbau darin mehr Platz einnahm als in der Xinglongwa-Kultur und der Zhaobaogou-Kultur. Die Jagd hatte einen gewissen Stellenwert, wie aus Funden von Hirschknochen hervorgeht. Gezüchtet wurden Schweine, Schafe und Rinder. Nach einigen Siedlungsbefunden zu urteilen, dürften die vermutlich auf Verwandtschaft basierenden Wirtschaftseinheiten Subsistenzwirtschaft betrieben haben. Die Häuser besaßen einen rechteckigen oder quadratischen Grundriss, besaßen unter Bodenniveau eingetiefte Fußböden (vgl. Grubenhaus) und zentrale Feuerstellen. Wände und Feuerstellenbegrenzungen waren teils aus gestampftem Lehm hergestellt.

## Handwerk
Die Hongshan-Kultur ist bekannt für ihre Steinwerkzeuge und Objekte aus Jade, die häufig mit Tieren oder mythischen Wesen verziert waren. Das charakteristischste Motiv ist eine Art von Ouroboros, der im Chinesischen „Schweine-Drache“ (zhulong 豬龍) genannt wird.
Die Töpferwaren umfassten Vorratsgefäße aus mit Sand gemagertem Ton und feiner gearbeitete Stücke aus rotem Ton, die mit Streifen, Dreiecken oder Schuppenmotiven mit einem schwarzen oder violetten Pigment dekoriert waren. Es treten auch eingetiefte Mustern in Form eines „Z“ auf. Daneben finden sich Fragmente von Statuetten aus ungebranntem Ton, die schwangere nackte Frauen darstellen.
Die bei der Xitai-Stätte im Aohan-Banner (敖汉旗) der Inneren Mongolei entdeckten Töpferwaren, welche die beiden Hälften einer Gussform bilden, zeigen, dass die Technik des Bronzegusses an bestimmten Orten bekannt war.

## Bedeutende Fundstätten

### Dongshanzui
Die Dongshanzui-Stätte (東山嘴) liegt im Kreis Kazuo (喀左縣) in Chaoyang, Liaoning. Sie wird auf ca. 3500 v. Chr. datiert. Manche der Gebäude besaßen Steinfundamente. Das größte hatte eine Grundfläche von 240 m2. Ihre Nord-Süd-Ausrichtung entspricht der Ausrichtung der Städte und Bauwerke im alten China. Bestimmte Zonen scheinen gepflastert gewesen zu sein und man hat Reste von zylindrischen Pfeilern aus bemaltem Ton gefunden. Im angrenzenden Gräberfeld ist eine Aufteilung mit vermehrt rechteckigen Flachgräbern im nördlichen und vermehrt runden Hügeln im südlichen Teil zu beobachten. Von der Fundstelle stammen etwa 20 Statuetten nackter schwangerer Frauen von 6 bis fast 80 cm Höhe und einige Jadeobjekte.

### Niuheliang
Die an der Grenze des Kreises Jianping (Chaoyang, im Westen der Provinz Liaoning) gelegene Niuheliang-Stätte (牛河粱) wird auf die gleiche Zeit wie die Dongshanzui-Stätte datiert. Die Stätte, ein Kandidat für das UNESCO-Welterbe, besteht aus Altarplattformen aus Steinen und Erde, gestützt auf einer unterirdischen Konstruktion aus bemalten Ton-Pfeilern. Sie trägt Spuren eines Gemäldes und wird „Tempel der Göttin“ (nüshenmiao) genannt. Im Süden und Westen des Tempels liegen Steingräber (Cairns) und eine Pyramidenkonstruktion (jīshízhǒng 积石冢). Das Ensemble liegt auf einer Anhöhe.
Die Cairns wurden 1983 zuerst ausgegraben; die Anordnung der Gräber legt eine hierarchisch gegliederte Gesellschaft nahe. Zahlreiche Jadeobjekte wurden geborgen, obwohl die Gräber zum Teil geplündert worden zu sein scheinen.
Der an einem äußersten Ende einer Altarplattform gelegene Tempel hat eine nach einer Richtung sehr langgestreckte 亞-Form. Die nur fragmentarisch erhaltenen Plastiken von schwangeren nackten Frauen wurden dort entdeckt, mit einem Kopf in natürlicher Größe und mit Augen aus Jade. Einige davon sind aus ungebranntem Ton um ein Kernstück aus Stroh oder Holz geformt und sind zwei- oder dreimal größer als in der Natur. Die Stätte hat auch außergewöhnliche rote mit Mustern versehene Töpferwaren (poteries rouges de taille) geliefert.
Ein Jahr nach dem Tempel wurde in der Nähe eine aus vor Ort nicht vorkommenden Steinen und aus Erde gebildete Pyramidenkonstruktion identifiziert, die mit einer besonderen Sorgfalt realisiert worden war. Sie war auf einer seit Jahrhunderten unter dem Namen Zhuanshanzi (轉山子) bekannten Anhöhe verborgen, die zur Zeit der Han (206 v. Chr. bis 220 n. Chr.) für einen der Ableger der Großen Mauer als Station diente.

### Sijiazi
Die Sijiazi-Stätte (四家子) liegt im Aohan-Banner (敖漢旗) in der Inneren Mongolei. 2001 wurde eine weitere chinesische Pyramide entdeckt, die auf ihrem Gipfel einen Kultplatz und Gräber hatte.

## Zhulong („Schweine-Drache“)
Das Schwein scheint in der mandschurischen Prähistorie ein Opfertier gewesen zu sein. Viel später wurde es in China nach der Fünf-Elemente-Lehre das mit Wasser assoziierte Haustier (水畜). Vielleicht spielte es eine Rolle in den Regenriten, eine Funktion, die der Drache im alten China häufig erfüllte. Das Verschmelzen zu einem Fabeltier in Form eines Schweine-Drachen und entsprechende Kultobjekte und Amulette könnten somit eine Funktion bei einem neolithischen Drachenkult gespielt haben. Gleichwohl schlägt Michel Maucuer, Chefkonservator am Musée Cernuschi vor, im zhulong ein chthonisches Symbol zu sehen und sich anstelle einer Schweineschnauze eine zusammengerollte Insektenlarve vorzustellen, symbolisch für das Wiederaufleben (résurrection), im Zusammenhang mit seiner Rolle als Begräbnisopfer. Auch mit dieser Interpretation würden die drachenförmigen Zhulong-Artefakte als Frühform des späteren klassischen Ouroboros-Symbols für den Kreislauf des Lebens und die Wiedergeburt bestätigt.